# Johan Anders Malmgren
Johan Anders Malmgren, född 18 augusti 1740, död 11 augusti 1804, var en svensk ämbetsman.
Malmgren var överinspektör vid Nederlagskontoret i Göteborg och senare vid Konfiskationskontoret i Stockholm. Han var amatörviolinist och invaldes som ledamot nummer 170 i Kungliga Musikaliska Akademien den 28 december 1796. Malmgren blev även ledamot av Kungliga Vetenskaps- och Vitterhetssamhället i Göteborg 1774.